# Lariocidina
La lariocidina (LAR) es un antibiótico con potencial para luchar contra bacterias resistentes descubierto en 2024. Se trata de una clase de péptidos naturales producidos por bacterias que se caracterizan por su estructura única en forma de lazo. Su uso como medicamento en 2025 no  estaba aprobado por las agencias de medicamentos, por encontrarse en fase de investigación.

## Descubrimiento
La nueva molécula fue aislada a partir de cultivos controlados durante 12 meses por un equipo de investigadores de la Universidad McMaster de Canadá y de la Universidad de Illinois en Chicago en 2024 y se dio a conocer en marzo de 2025 a través de la revista científica Nature.
La lariocidina, en palabras de Rafael Cantón del Hospital Universitario Ramón y Cajal, «tiene un amplio espectro de actuación ya que es eficaz sobre bacterias Gram-positivas y Gram-negativas». Este nuevo antibiótico parece tener poca toxicidad sobre las células humanas, lo que ha generado gran optimismo para su posible utilización médica, a la espera de los resultados de los ensayos clínicos que confirmen su eficacia terapéutica.

## Características
- Tipo de molécula: Péptido antimicrobiano cíclico.[3]
- Actividad: Principalmente bactericida.[7]

## Mecanismo de acción
Actúa sobre el ribosoma bacteriano, inhibiendo el crecimiento bacteriano al interferir con la síntesis de proteínas. Se une a un sitio único en la subunidad ribosomal pequeña, interactuando con el ARN ribosomal 16S y el aminoacil-ARNt, lo que inhibe la translocación e induce errores de codificación.
El mecanismo de acción  sería el siguiente:
- Interacción con las membranas celulares de microorganismos.
- Pérdida de la integridad de la membrana, llevando a la lisis celular (muerte).
- Actúa como péptido formador de poros (similar a otros como la melitina o las defensinas).